# St. Johannes Baptist (Thalkirchdorf)

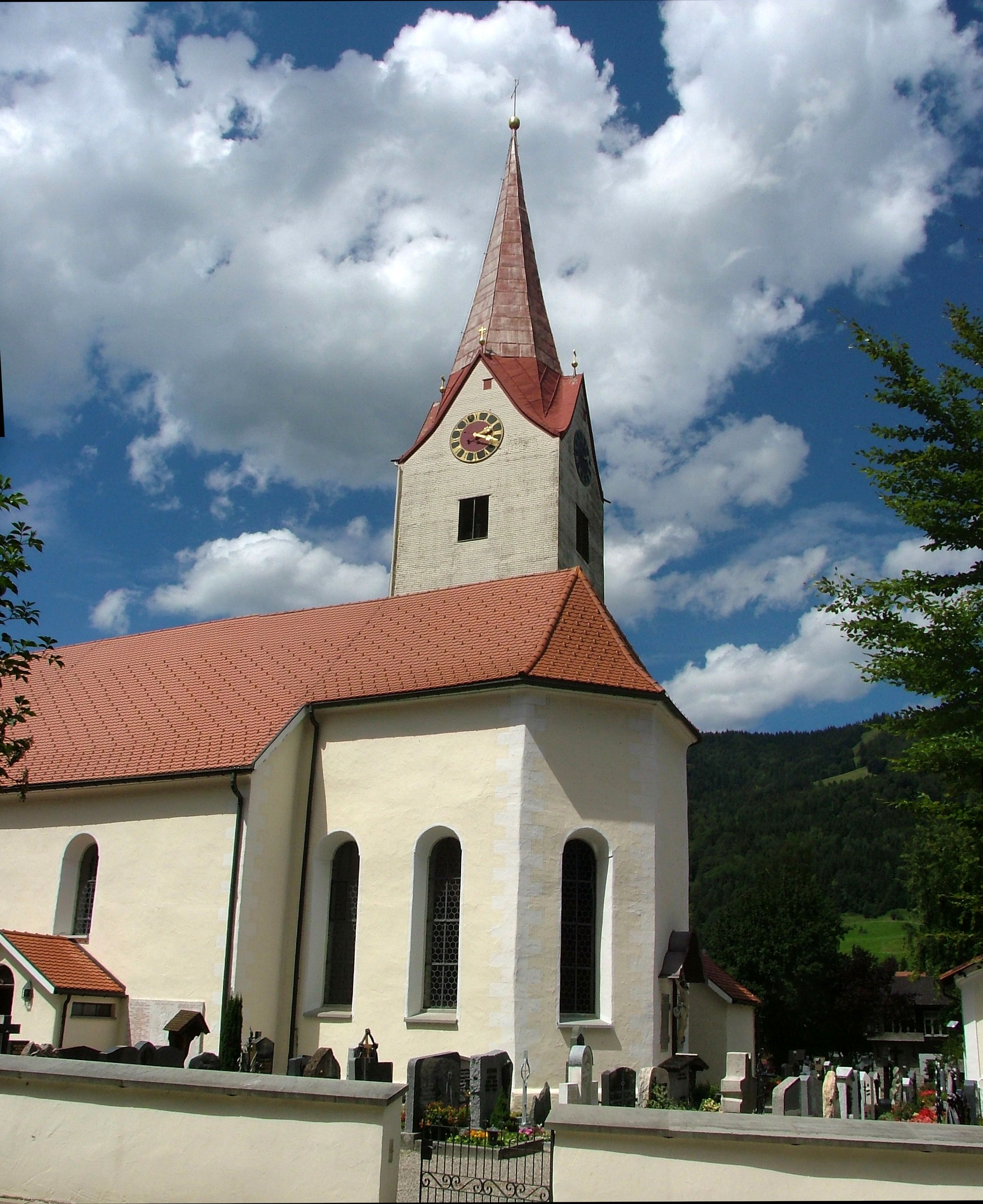
St. Johann Baptist Thalkirchdorf

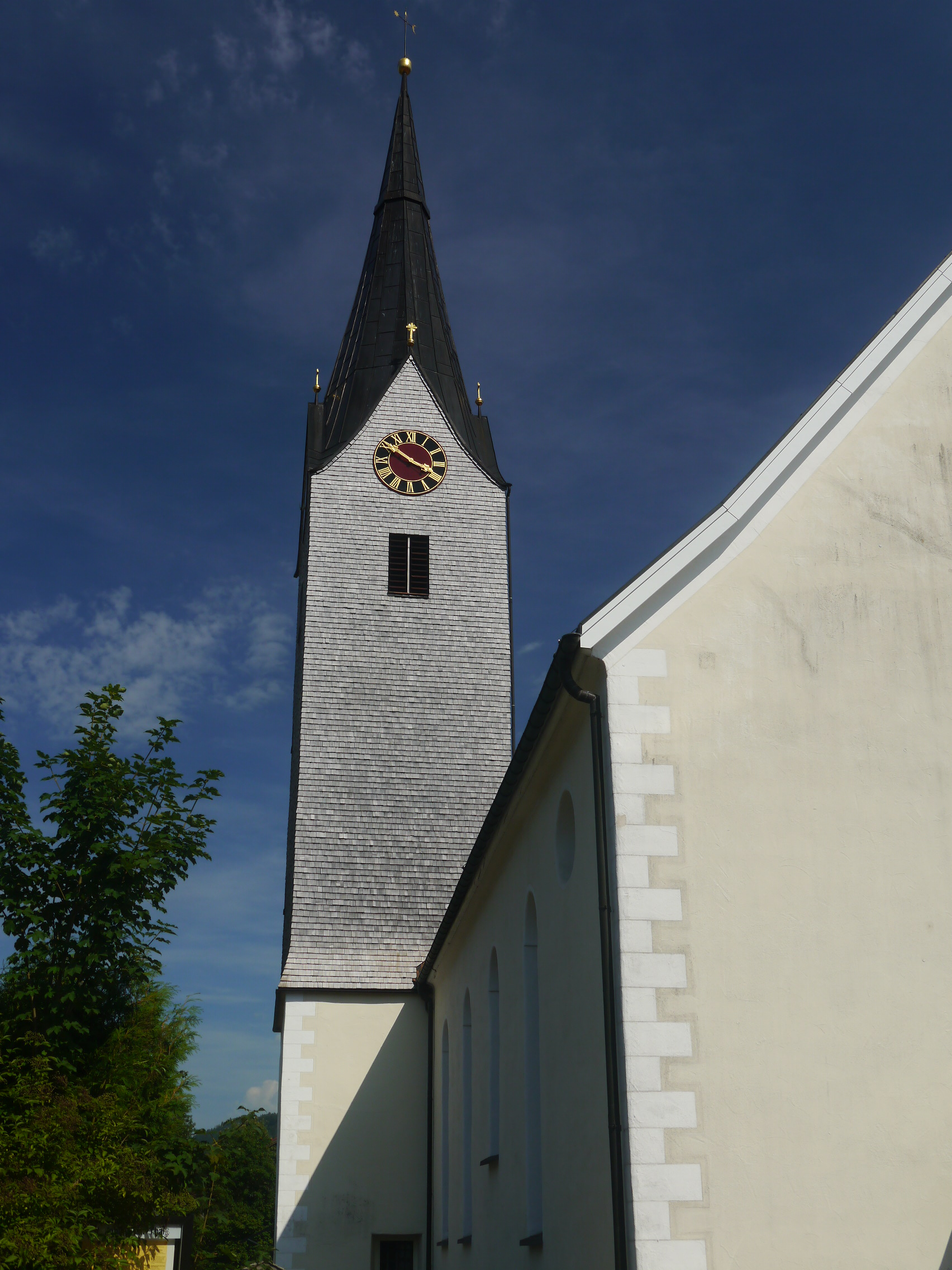
Der neu geschindelte Kirchturm

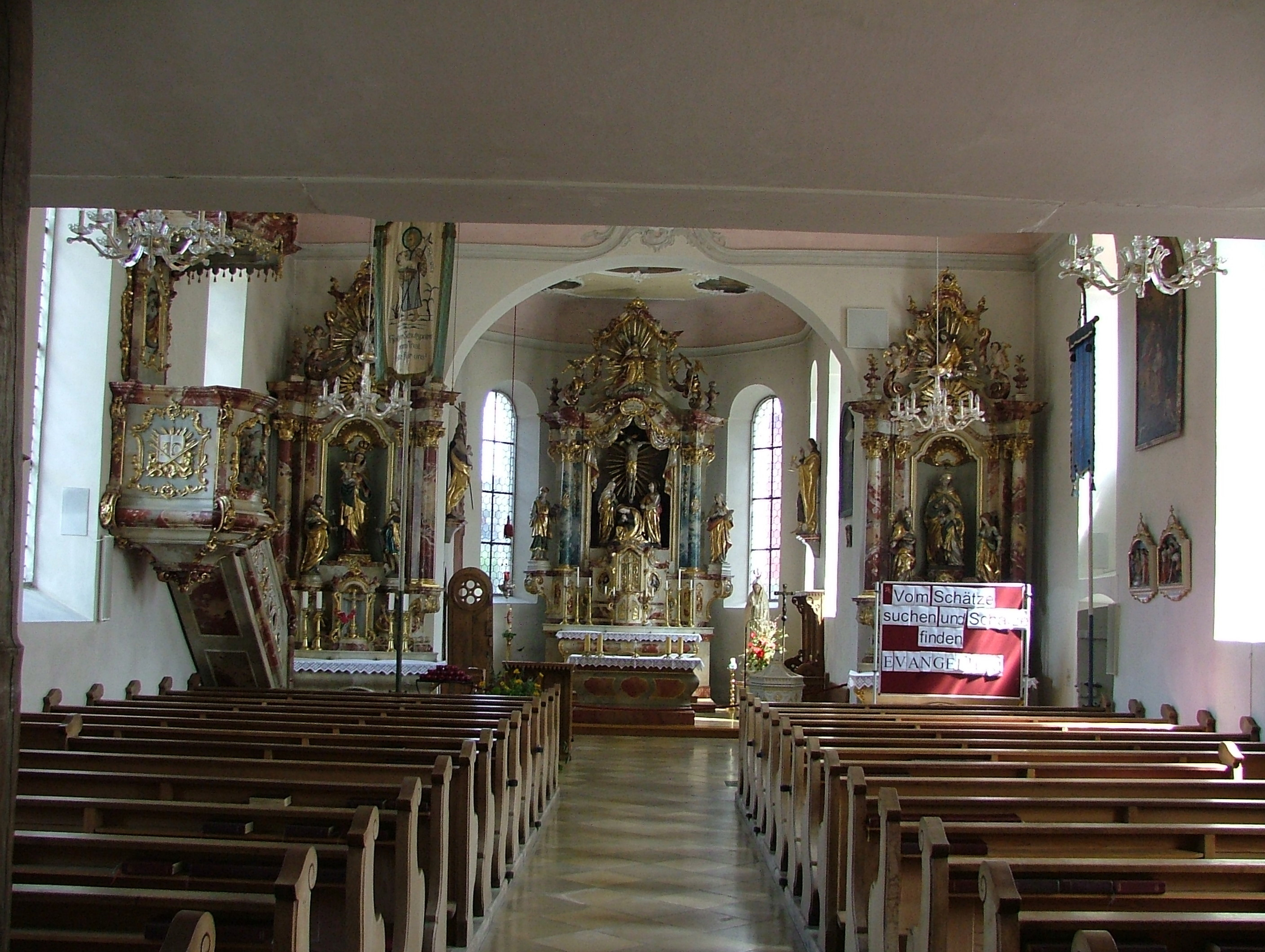
Innenraum

Die St. Johannes Baptist von Thalkirchdorf ist eine katholische Pfarrkirche im Konstanzer Tal im Landkreis Oberallgäu. Ihre Adresse lautet Alte Schulstraße 7. Sie ist ein geschütztes Baudenkmal und gehört zum Bistum Augsburg.

## Architektur
Der Saalbau mit einem eingezogenen Chor und nördlichem Turm mit Spitzhelm wurde im Kern um 1500 erbaut. Das Langhaus sowie der Turmunterbau sind aus dem 17. Jahrhundert. Eine Erweiterung fand 1790 statt. Die Turmobergeschosse entstanden 1825. Die Friedhofsmauer, die im Kern bereits im 15. Jahrhundert stand, wurde im 19. Jahrhundert erneuert.
Das denkmalgeschützte Pfarrhaus wurde um 1727 erbaut. Die Kapelle auf dem Friedhof ist ein Rechteckbau mit Satteldach und Ecklisenen aus dem Jahr 1864.

## Beschreibung
In der Kirche findet sich überwiegend Kunstwerke im Rokokostil. Um das Hauptbild im Langhaus (Deckenfresko: Predigt Johannes des Täufers) sind die vier Kirchenväter gruppiert. Das Deckengemälde im Chorraum zeigt die Himmelfahrt Marias und wird von den vier Evangelisten eingerahmt.
Im ältesten Teil der Kirche ist ein spätgotisches Sakramentshäuschen (um 1500) erhalten. An den beiden Seitenwänden sind die zwei Johannesfiguren (Johannes der Täufer und Johannes Evangelist) angebracht.
Außerdem gehören die lebensgroße, holzgeschnitzte Madonnenstatue (um 1440/1450), drei Glocken (aus den Jahren 1563 und 1578), der Hochaltar, sowie der rechte Nebenaltar mit der Hl. Anna und den Nothelfern Sebastian, Barbara und Katharina sowie die Bistumspatrone Ulrich und Afra, zum Bestand der Kirche. Die Kanzel (um 1900) zeigt ein Relief Jesus predigt auf dem See Genezareth dem Volk. Der Kirchturm wurde 2014 saniert und neu geschindelt. Die Orgel wurde 2017 restauriert.

## Kapelle
Die St.-Jakobus-Kapelle aus den Jahren 1853/1854 in Konstanzer gehört zur Baptist-Kirchgemeinde.